# Підводні човни типу «Огайо»
| Підводні човни типу «Огайо» | Підводні човни типу «Огайо» | Підводні човни типу «Огайо» |
| --------------------------- | --- | --- |
|                             | | |
|                             | | |
|                             | | |
| Сучасний статус             | Активний (18: 14 ПЧАРБ + 4 ПЧАРК) | Активний (18: 14 ПЧАРБ + 4 ПЧАРК) |
| Проєкт                      | | |
| Тип ПЧ                      | ПЧАРБ, ПЧАРК | ПЧАРБ, ПЧАРК |
| Розробник проєкту           | Electric Boat | Electric Boat |
| Класифікація НАТО           | SSBN/SSGN «Ohio» | SSBN/SSGN «Ohio» |
| Вартість                    | $ 2 млрд (кінець 1990-х) $ 3,53 млрд з урахуванням інфляції на 2023 р.                                                                    | $ 2 млрд (кінець 1990-х) $ 3,53 млрд з урахуванням інфляції на 2023 р.                                                                    |
| Основні характеристики      | | |
| Швидкість (надводна)        | 17—20 вузлів (35—39 км/год) | 17—20 вузлів (35—39 км/год) |
| Швидкість (підводна)        | 25 вузлів (48 км/год) | 25 вузлів (48 км/год) |
| Робоча глибина занурення    | 300—365 м | 300—365 м |
| Гранична глибина занурення  | 500—550 м | 500—550 м |
| Автономність плавання       | 70 діб | 70 діб |
| Екіпаж                      | 155 осіб (з них 14-15 офіцерів) | 155 осіб (з них 14-15 офіцерів) |
| Розміри                     | | |
| Довжина найбільша (по КВЛ)  | 170 м | 170 м |
| Ширина корпусу найб.        | 12,8 м | 12,8 м |
| Середня осадка (по КВЛ)     | 11,1 м | 11,1 м |
| Водотоннажність надводна    | 16764 т | 16764 т |
| Озброєння                   | | |
| Торпедно- мінне озброєння   | 4 носових ТА калібру 533 мм (універсальні торпеди Mk48)                                                                                   | 4 носових ТА калібру 533 мм (універсальні торпеди Mk48)                                                                                   |
| Ракетне озброєння           | 24 (20) шахтні ПУ РБ (раніше «Трайдент-I» С4, з 2008 р. «Трайдент-II» Д5) або 22 шахти × 7 крилаті ракети BGM-109 «Томагавк» (154 всього) | 24 (20) шахтні ПУ РБ (раніше «Трайдент-I» С4, з 2008 р. «Трайдент-II» Д5) або 22 шахти × 7 крилаті ракети BGM-109 «Томагавк» (154 всього) |

Підводні човни типу «Огайо» (англ. Ohio class SSBN/SSGN) — серія американських стратегічних атомних підводних човнів з балістичними або крилатими ракетами. Тип «Огайо» включає 14 підводних човнів з балістичними ракетами (ПЧАРБ — підводний човен атомний з ракетами балістичними)  і 4 підводні човни з крилатими ракетами (ПЧАРК — підводний човен атомний з ракетами крилатими). Кожен підводний човен типу «Огайо» має водотоннажність 18 750 тонн у зануреному стані і є найбільшими підводними човнами, які будь-коли будувалися для ВМС США.
Як і їхні попередники, підводні човни типу «Бенджамін Франклін» і «Лафаєт», ПЧАРБ «Огайо» є частиною ядерної тріади США разом зі стратегічними бомбардувальниками ПС США і міжконтинентальними балістичними ракетами. Усі 14 ПЧАРБ разом несуть близько половини активних стратегічних термоядерних боєголовок США, а кожен «Огайо» несе по 24 МБР Trident. Хоча ракети Trident не мають заздалегідь визначених цілей, коли підводні човни виходять на патрулювання, їм швидко можуть бути призначені цілі за допомогою стратегічного командування США, яке розташовано в штаті Небраска, через захищені й постійні радіокомунікаційні канали, включно з системами дуже низької частоти.
Усі підводні човни типу «Огайо», крім «Генрі Джексона», названі на честь штатів США, що раніше за традицією ВМС США було зарезервовано для лінкорів і пізніше для крейсерів. Підводні човни типу «Огайо» поступово буде замінено підводними човнами типу «Колумбія», починаючи з 2031 року.

## Історія
Проєктування таких підводних човнів розпочалося ще наприкінці 60-х років XX ст. Ними планувалося замінити ПЧАРБ типів «Бенджамін Франклін» і «Лафаєт», які увійшли до складу ВМФ США у 1965—1967 роках. У червні 1974 року був укладений контракт з General Dynamics на будівництво першого човна такого типу з назвою «Огайо». Але в силу різних технічних і організаційних проблем ходові випробування розпочалися лише у квітні 1979 року, а переданий він був флоту в листопаді 1981 року. Перші вісім підводних човнів класу «Огайо» спочатку були озброєні 24 балістичними ракетами Trident I C4. Починаючи з дев'ятого підводного човна, «Теннессі», човни почали оснащувати більшими, триступеневими ракетами Trident II D5. Ракета Trident I несе вісім незалежно націлюваних бойових блоків, тоді як Trident II несе 12, що загалом забезпечує більшу руйнівну силу та кращу точність порівняно з Trident I. Починаючи з човна «Аляска» у 2000 році, ВМС США почали переобладнувати решту своїх підводних човнів з балістичними ракетами, озброєних ракетами C4, для оснащення ракетами D5. Це завдання було завершене в середині 2008 року. Перші вісім підводних човнів базувалися в Бангорі, штат Вашингтон, щоб замінити підводні човни з ракетами Polaris A3, які тоді виводилися з експлуатації. Решта 10 підводних човнів спочатку базувалися в Кінгс-Бей, штат Джорджія, замінивши підводні човни з ракетами Poseidon Атлантичного флоту. В 1997 році було закінчено передачу флоту усіх човнів цього типу, у кількості 18 штук. В Атлантичний флот США було направлено 10 таких човнів, а в Тихоокеанський — 8.
З 2002 року це єдиний тип ракетоносіїв, які є на озброєнні ВМС США.

### ПЧАРБ/ПЧАРК конверсія

Профіль ПЧАРК типу «Огайо»

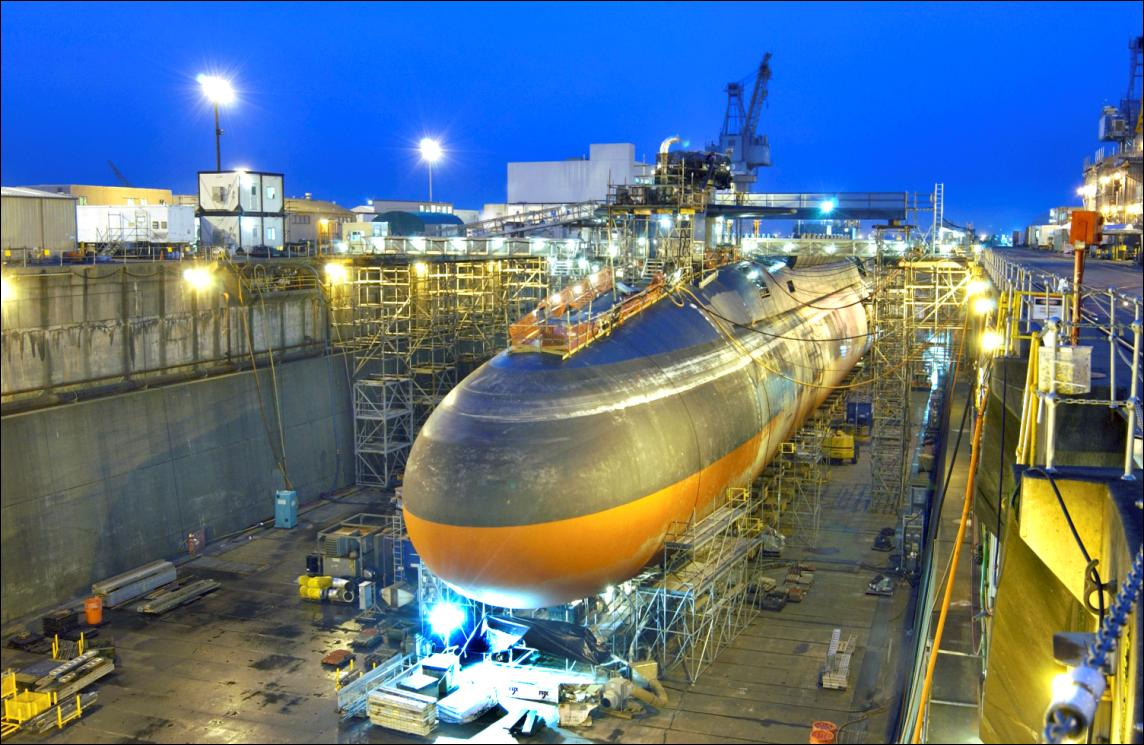
Конверсія USS Ohio з ПЧАРБ на ПЧАРК, березень 2004 р.

У 1994 році дослідження «Огляд ядерної політики» визначило, що з 18 підводних човнів типу «Огайо», які мали бути на озброєнні ВМС США, 14 буде достатньо для стратегічних потреб США. Було прийнято рішення переобладнати чотири човни типу «Огайо» в ПЧАРК (англ. SSGN), здатні виконувати конвенційні удари по суші та спеціальні операції. У результаті чотири найстаріші човни цього класу — «Огайо», «Мічиган», «Флорида» та «Джорджія» — поступово почали процес переобладнання наприкінці 2002 року і повернулися до активної служби до 2008 року. Ці човни змогли нести 154 крилаті ракети «Томагавк» і 66 спецоперативників, а також отримали інші можливості та модернізації. Вартість переобладнання одного човна становила близько 1 мільярда доларів США (у цінах 2008 року).
Під час переобладнання цих чотирьох підводних човнів у SSGN, п'ять інших підводних човнів — «Пенсильванія», «Кентуккі», «Небраска», «Мен» і «Луїзіана» — були передані з Кінгс-Бей до Бангору. Подальші передислокації відбувалися відповідно до змін стратегічних цілей США.
У 2011 році підводні човни типу «Огайо» виконали 28 стримувальних патрулювань. Кожне патрулювання триває близько 70 днів. Чотири човни одночасно перебувають у режимі «максимальної тривоги» у визначених патрульних районах. З січня по червень 2014 року «Пенсильванія» здійснила патрулювання тривалістю 140 днів, що стало найдовшим на той момент.
Під час переобладнання 22 з 24 пускових шахт (2,2 м в діаметрі) ракет «Трайдент», вони були модифіковані для розміщення великих систем вертикального пуску, одна з конфігурацій яких може містити кластер з семи крилатих ракет «Томагавк». У цій конфігурації човен може нести максимум 154 крилаті ракети, що еквівалентно кількості ракет, зазвичай розгорнутих у надводній бойовій групі. Інші можливі варіанти включають нові покоління надзвукових і гіперзвукових крилатих ракет, балістичні ракети середньої дальності, безпілотні літальні апарати, ADM-160 MALD, сенсори для протичовнової війни або місій з розвідки та спостереження, а також системи боротьби з мінами, такі як AN/BLQ-11 Long Term Mine Reconnaissance System.
Пускові шахти також мають місце для зберігання контейнерів, що можуть продовжити час передової дислокації спецпідрозділів. Інші дві шахти ракет «Трайдент» переобладнані на шлюзи для водолазів. Для спеціальних операцій на ці човни можуть встановлюватися док-камери Dry Deck Shelter та надмалі підводні човни Dry Combat Submersible (які замінили Advanced SEAL Delivery System). Човен зможе розмістити до 66 спецоперативників, таких як морські котики ВМС або команди MARSOC Корпусу морської піхоти США. Поліпшене комунікаційне обладнання, встановлене під час модернізації, дозволяє SSGN виконувати функції секретного передового командного центру.

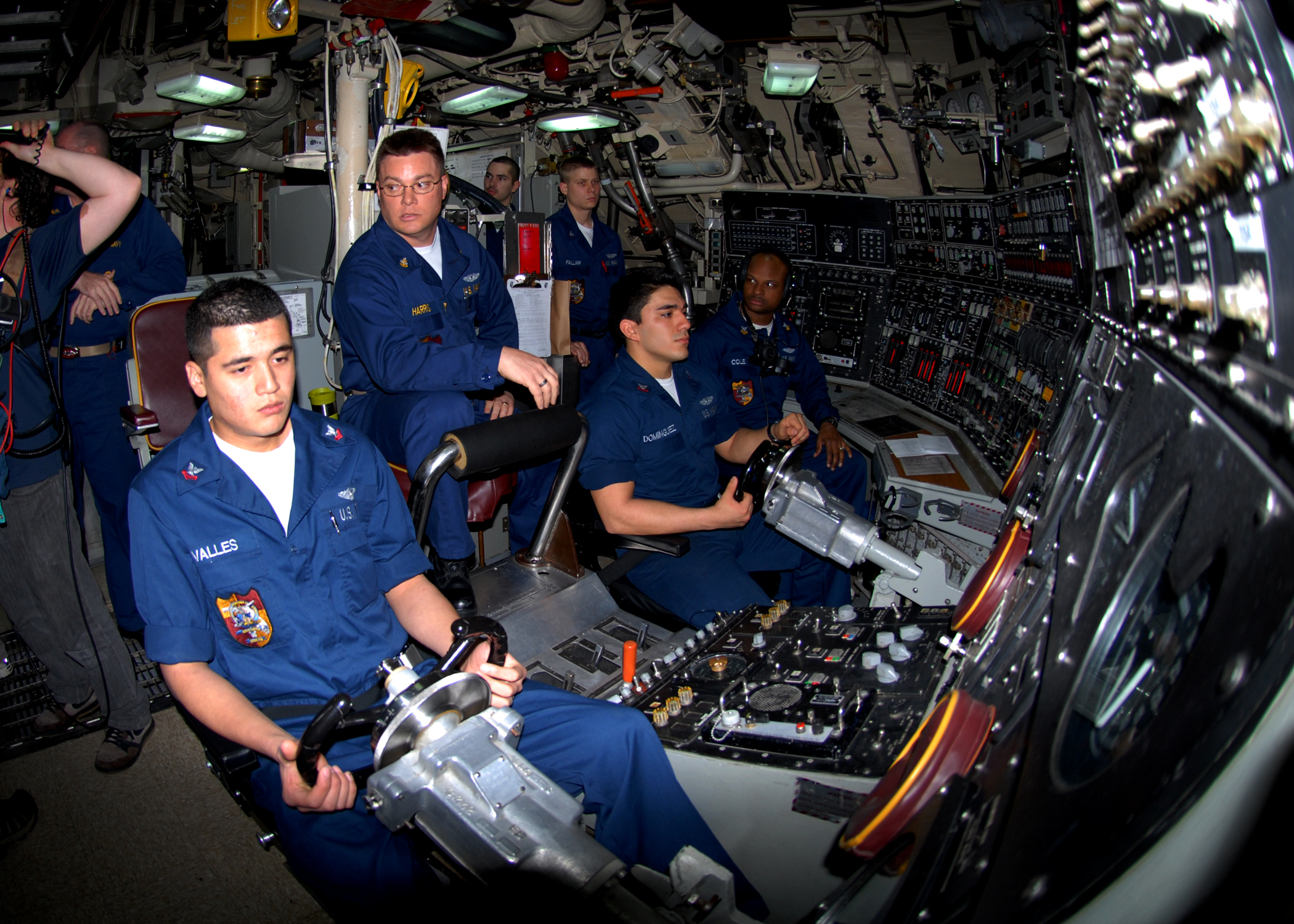
Штурвал підводного човна з крилатими ракетами типу «Огайо», USS Florida (SSGN-728), березень 2010 р.

26 вересня 2002 року ВМС США уклали контракт з General Dynamics Electric Boat на суму 442,9 мільйона доларів для початку першої фази програми переобладнання підводних човнів у ПЧАРК. Ці кошти покривали лише початкову фазу переобладнання для перших двох човнів за графіком. Додаткові кошти були передбачені в бюджеті 2002 року — 355 мільйонів доларів, у бюджеті 2003 року — 825 мільйонів, у бюджеті 2004 року — 936 мільйонів, 2005 року — 505 мільйонів і 2006 року — 170 мільйонів. Отже, загальна вартість переобладнання одного човна становить трохи менше 700 мільйонів доларів.
У листопаді 2002 року «Огайо» увійшов до сухого доку, розпочавши 36-місячний процес заправки та переобладнання ракет. 9 січня 2006 року компанія Electric Boat оголосила про завершення переобладнання. Переобладнаний «Огайо» повернувся до флоту в лютому 2006 року, «Флорида» — у квітні 2006 року. Переобладнаний «Мічиган» був переданий у листопаді 2006 року, а «Огайо» вперше вийшов у море в жовтні 2007 року. «Джорджія» повернулася до флоту в березні 2008 року в Кінгс-Бей. Очікується, що ці чотири SSGN залишатимуться в експлуатації до 2023–2026 років. Після цього їхні можливості замінять підводні човни типу «Вірджинія» з модулем Virginia Payload.

### Скорочення ракетних шахт
У рамках договору СНО-III (новий договір про скорочення стратегічних наступальних озброєнь) у 2017 році на кожному підводному човні класу ПЧАРБ (англ. SSBN) було деактивовано чотири шахти, зменшивши кількість ракет до 20 на човен.

## Конструкція

1. сферична антена ГАК; 2. цистерни головного баласту; 3. комп'ютерний пост; 4. об'єднана радіорубка; 5. гідроакустичний пост; 6. центральний пост; 7. навігаційний пост; 8. пост управління ракетною стрільбою; 9. машинне відділення; 10. реакторний відсік; 11. відсік допоміжних механізмів № 1; 12. прохід для екіпажу; 13. відсік допоміжних механізмів № 2; 14. торпедний відсік; 15. каюти моряків; 16. каюти офіцерів; 17. ракетний відсік

Міцний корпус розділений водонепроникними перегородками на чотири відсіки і одну відгородку.
Перший відсік знаходиться в носовій частині. Він розташований на чотирьох палубах і складається з трьох груп приміщень різного призначення:
- бойового: центральний пост, пост управління стрільбою, торпедне відділення, радіорубка гідроакустична рубка
- забезпечення: обчислювальний комплекс, вентиляційна, приміщення для кондиціонерів, насосна, акумуляторна
- побутового: офіцерська кают-компанія, кімната відпочинку, буфет, камбуз, їдальня для рядових, офіцерські каюти, медпункт, навчальні класи, аварійно-рятувальні засоби.

Другий (ракетний) відсік займає третину міцного корпусу і також розташований на чотирьох палубах. Там знаходяться 24 шахтні пускові установки, пускове і контрольно-перевірочне обладнання, навчальний клас, спальні місця для бойового розрахунку ракетного комплексу.
Відгородка є суміжною з ракетним відсіком, там розміщені електрогенератори, електрощитова, обладнання для регенерації повітря, осушувальні насоси.
Третій відсік є реакторним, його довжина 10 м, і там знаходяться: ядерний реактор, два парогенератори, гребний електродвигун, перетворювач струму, допоміжна дизельна установка, насосна станція, компресор, головний конденсатор, пульти управління і контролю.
Довжина четвертого (турбінного) відсіку складає 37 м. Там знаходяться два турбогенератори, дві паротурбінні установки, гребний електродвигун, перетворювачі струму, допоміжна дизель-електрична установка, гідравлічна насосна станція, головний конденсатор, пульти управління та контролю.

### Корпус
Корпус комбінованої конструкції: міцний корпус циліндричної форми з закінченням у вигляді зрізаного конуса продовжений оптичними закінченнями, в яких на носі розміщена сферична антена ГАС і на кормі гребний вал, яких розміщені баластні цистерни. В носовому, ракетному і кормовому відсіку є завантажувальні люки.
Міцний корпус зварений з листової високоміцної сталі марки HY (Ст)-80/100 з  границею плинності 56—84 кгс/мм, товщиною 75 мм. Для збільшення міцності встановлено кільцеві шпангоути, розставлені по усій довжині корпусу. Корпус має антикорозійне покриття.

### Енергетичне обладнання

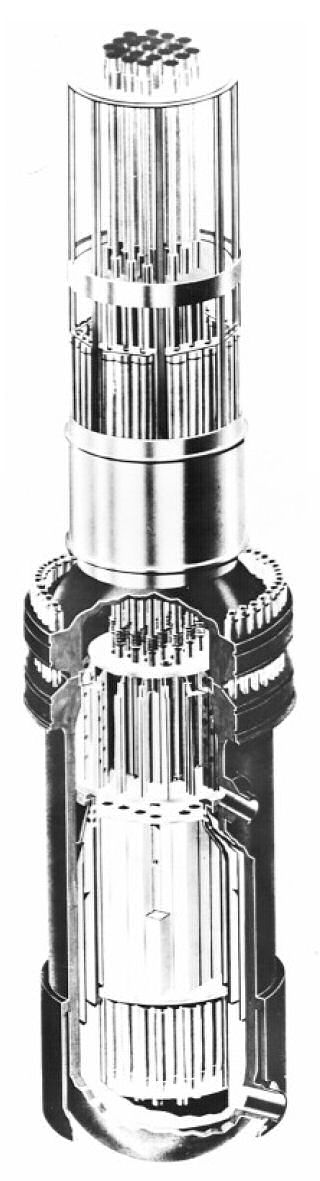
Ймовірний вигляд реактора типу PWR.

Одновальна ядерна (водо-водневий реактор S8G, дві паротурбіни потужністю 60 000 к.с.), два турбогенератори 1,4 Мвт, резервний гребний двигун 325 к.с.
Діаметр реакторного відділення 12 м, довжина 16,8 м, вага 275 т. Закладене ядерне паливо є достатнім для близько 100 тис. годин активної роботи, що є еквівалентом приблизно 9-11 рокам постійного використання реактора на повній потужності або для плавання повним ходом у 280 тис. миль, а економним — 800 тис. миль.

.
Паротурбінна установка складається з двох турбін потужністю 30 тис. к.с., редуктора, конденсатора, циркуляційного насоса і паропроводів. Дві паротурбінні установки працюють на один вал, при цьому висока швидкість обертання турбін понижається редуктором до 100 об/хв і з допомогою муфти передається на гребний семилопасний гвинт діаметром 8 м, зі скошеними серпоподібними лопатями.

### Радіоелектронне і гідроакустичне обладнання
РЛС ОНЦ BPS-15; ГАС — BQS-13 (активна); BQQ-6 (пасивна); BQR-19 (навігаційна); система РЕР VLR-8(V); різні системи зв'язку і навігації.

## Озброєння
Основним озброєнням підводних човнів типу «Огайо» є ракети, які розміщені в 24 (20 з 2017 року) вертикальних шахтах, розташованих у два поздовжні ряди за рубкою. Спочатку човни оснащувалися балістичними ракетами Trident I C4, з ними були побудовані 8 перших субмарин (SSBN-726 - SSBN-733). Починаючи з дев'ятого підводного човна, «Теннессі», човни почали оснащувати більшими, триступеневими ракетами Trident II D5.
Ракета Trident II D5 оснащується двома типами бойових блоків (ББ) — W76 потужністю 100 кт і W88 потужністю 475 кт. При максимальному навантаженні ракета здатна закинути 8 блоків W88 або 14 блоків W76 на дальність 7600 км, при середньому навантаженні (4-5 ББ W88) ракета має дальність 10000-11500 км. Пуск ракет може здійснюватися з 15-20-секундним інтервалом з глибини до 30 м, при швидкості ходу близько 5 вузлів та хвилюванні моря до 6 балів.
Враховуючи велику дальність дії балістичних ракет даний тип підводних човнів може наносити ураження потенційному противнику, не покидаючи порт плавбази.
Наприкінці 2002 року почався процес переобладнання найстаріших чотирьох човнів типу «Огайо» з ПЧАРБ (англ. SSBN) на ПЧАРК (англ. SSGN). В результаті човни «Огайо», «Мічиган», «Флорида» та «Джорджія» стали носіями крилатих ракет «Томагавк». Кожен ПЧАРК типу «Огайо» несе 154 крилаті ракети на борту.
Всі підводні човни типу «Огайо» оснащенні 4 носовими ТА калібру 533 мм  і несуть універсальні торпеди Mk-48.

## Ремонти і модернізації
Спочатку ПЧАРБ типу «Трайдент» (таку назву вони мали до того, як їм було присвоєно назву «Огайо») були розраховані на 20 років служби, з періодом 9 років між перезарядженням ядерного палива в реакторі. Пізніше вони були перепроектовані під 30-літній термін експлуатації з одним перезарядженням реактора. У цей термін входили:
- перші 14 років служби;
- 2 роки ERO (Engineering Refueling Overhaul) — капітальний ремонт з перезарядженням реактора;
- другі 14 років служби.

З 1995 року було запущено програму збільшення терміну експлуатації. Завдяки цій програмі з 1998 року термін експлуатації збільшився до 42-44 років. Суть програми полягала в тому, що протягом першого та другого терміну служби замість одного з міжпоходових ремонтів додавався 4-місячний ремонт ERP (Extended Refit Period), під час якого проводились профілактичні роботи та не здійснювалася заміна ядерного палива. Завдяки тому, що фактична експлуатація човнів була настільки інтенсивна як передбачалося, час до перезаряджання реактора було збільшено до 20 років. Станом на 2009 рік життєвий цикл човнів виглядає так:
- 14 років служби;
- 4-місячний ERP;
- 6 років служби;
- 2-річний ERO;
- 6-місячний цикл випробувань;
- 20-річний термін експлуатації, з 4-місячним ERP (термін проміжного ремонту не визначений і очевидно визначається за результатами міжпоходових техоглядів).

З 2002 по 2008 рік перші чотири підводні човни серії пройшли процес переобладнання з ПЧАРБ на ПЧАРК.

## Представники
| Назва і №        | Емблема             | Закладений      | Спущений на воду  | Переданий флоту   | Місце базування        |
| ---------------- | ------------------- | --------------- | ----------------- | ----------------- | ---------------------- |
| «Огайо»          |                     | 10 квітня 1976  | 7 квітня 1979     | 11 листопада 1981 | Бангор (19 ескадра ПЧ) |
| «Мічиган»        | Емблема ПЛ Мічіган  | 4 квітня 1977   | 26 квітня 1980    | 11 вересня 1982   | Бангор (19 ескадра ПЧ) |
| «Флорида»        |                     | 4 червня 1976   | 11 листопада 1981 | 18 червня 1983    | Кінгс-Бей              |
| «Джорджія»       |                     | 7 квітня 1979   | 6 листопада 1982  | 11 лютого 1984    | Кінгс-Бей              |
| «Генрі Джексон»  |                     | 19 січня 1981   | 15 жовтня 1983    | 6 жовтня 1984     | Бангор (17 ескадра ПЧ) |
| «Алабама»        |                     | 14 жовтня 1980  | 19 травня 1984    | 25 травня 1985    | Бангор (17 ескадра ПЧ) |
| «Аляска»         |                     | 9 березня 1983  | 12 січня 1985     | 25 січня 1986     |                        |
| «Невада»         |                     | 8 серпня 1983   | 14 вересня 1985   | 16 серпня 1986    | Бангор (19 ескадра ПЧ) |
| «Теннесі»        |                     | 9 червня 1986   | 13 грудня 1986    | 17 грудня 1988    |                        |
| «Пенсільванія»   |                     | 10 січня 1984   | 23 квітня 1988    | 9 вересня 1989    | Бангор (19 ескадра ПЧ) |
| «Вест Вірджинія» |                     | 24 жовтня 1987  | 14 жовтня 1989    | 20 жовтня 1990    |                        |
| «Кентуккі»       |                     | 18 грудня 1987  | 11 серпня 1990    | 13 червня 1991    | Бангор (17 ескадра ПЧ) |
| «Меріленд»       | Емблема ПЛ Меріленд | 22 квітня 1986  | 10 серпня 1991    | 13 червня 1992    |                        |
| «Небраска»       |                     | 6 червня 1987   | 15 серпня 1992    | 10 липня 1993     | Бангор (17 ескадра ПЧ) |
| «Род-Айленд»     |                     | 15 вересня 1988 | 17 липня 1993     | 9 липня 1994      |                        |
| «Мен»            |                     | 3 липня 1990    | 16 липня 1994     | 29 липня 1995     | Бангор (17 ескадра ПЧ) |
| «Вайомінг»       |                     | 8 серпня 1991   | 16 липня 1995     | 18 липня 1996     |                        |
| «Луїзіана»       |                     | 23 жовтня 1992  | 27 липня 1996     | 6 вересня 1997    | Бангор (17 ескадра ПЧ) |

## Заміна

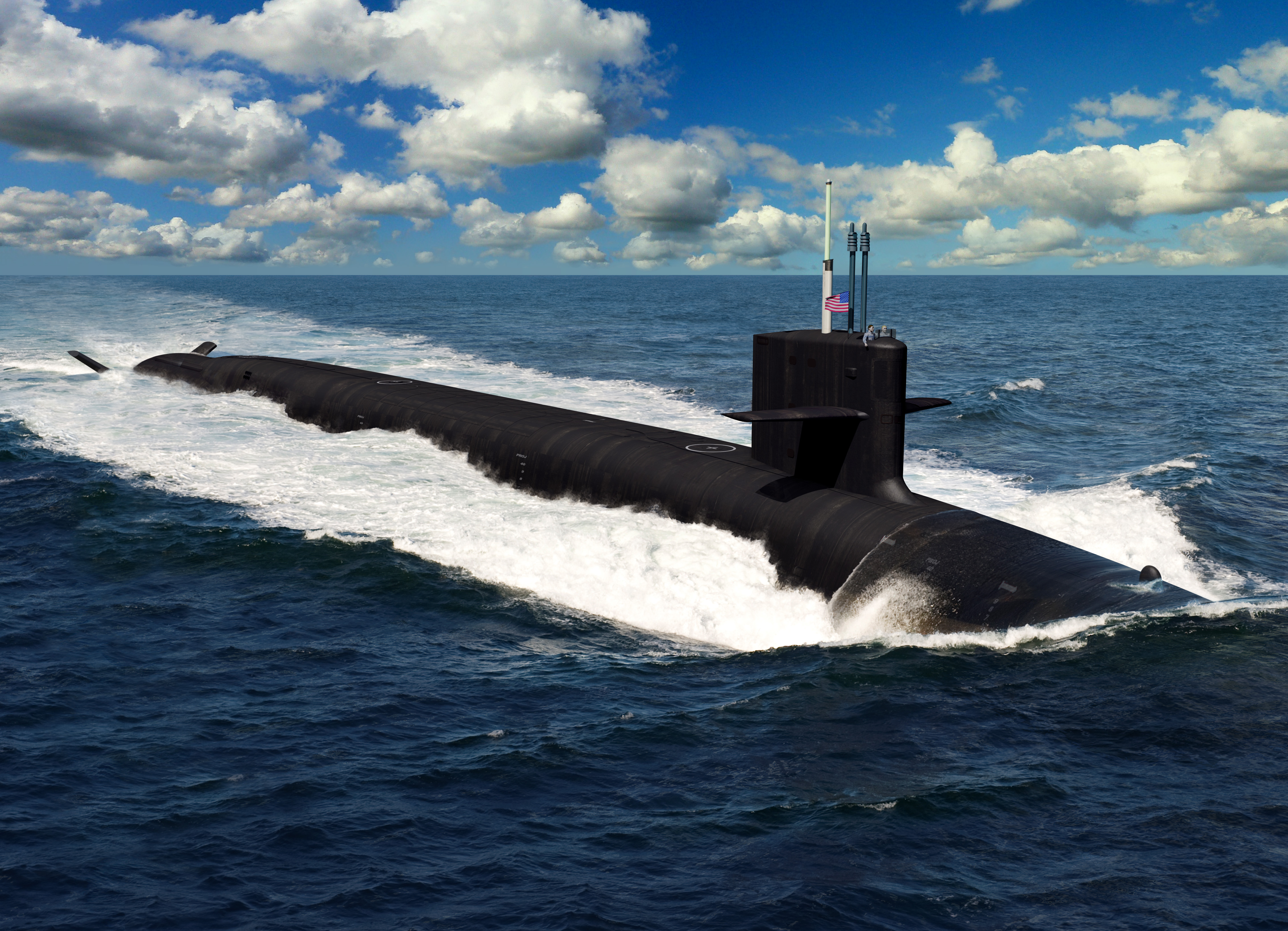
Запланований підводний човен типу «Колумбія», згідно з кресленням 2019 року, виконаним Naval Sea Systems Command.

Міністерство оборони США передбачало подальшу потребу в стратегічних ядерних силах на морській базі. Очікувалося, що перший з нинішніх підводних човнів типу «Огайо» (SSBN) буде виведений з експлуатації до 2029 року, тому заміна повинна бути готовою до цього часу. Вартість нового підводного човна мала перевищити 4 мільярди доларів за одиницю порівняно з 2 мільярдами за «Огайо». Військово-морський флот США розглядав два варіанти: перший — варіант атомних підводних човнів типу «Вірджинія», другий — спеціальний SSBN, або з новим корпусом, або на основі капітального ремонту поточного типу «Огайо».
За участі компаній Electric Boat та Newport News Shipbuilding, у 2007 році ВМС США розпочали дослідження контролю витрат. У грудні 2008 року ВМС США уклали контракт з Electric Boat на проєктування ракетного відсіку для заміни підводних човнів типу «Огайо» на суму до 592 мільйонів доларів. Newport News повинні були отримати приблизно 4% цього проєкту. У квітні 2009 року міністр оборони США Роберт М. Гейтс заявив, що ВМС США очікують почати таку програму в 2010 році. Нове судно мало увійти у фазу проєктування до 2014 року. Якщо планувалося використання нового дизайну корпусу, програму потрібно було розпочати до 2016 року, щоб виконати вимоги на 2029 рік.
Тип «Колумбія» був офіційно затверджений 14 грудня 2016 року міністром військово-морських сил Рейем Мейбусом, а головний підводний човен отримає назву USS District of Columbia (SSBN-826). Військово-морський флот планував придбати перший човен типу «Колумбія» у 2021 фінансовому році, хоча він не очікується на службі до 2031 року.
У 2020 році представники ВМС США вперше публічно обговорили ідею продовження терміну служби деяких підводних човнів типу «Огайо» на конференції Naval Submarine League. Під час конференції 2022 року контрадмірал Скотт Паппано, виконавчий директор програми стратегічних підводних човнів, та контрадмірал Дуглас Г. Перрі, директор підводної війни у штабі начальника військово-морських операцій, обговорювали програму «Колумбія», а також можливість знайти човни типу «Огайо», які мали б достатньо ядерного палива і перебували б у достатньо доброму стані для подальшого продовження їх терміну експлуатації.

## У культурі
Як підводні човни з балістичними ракетами, підводні човни типу «Огайо» іноді зображуються в художніх книгах і фільмах.
- Том Кленсі написав про підводні човни типу «Огайо» в кількох романах[31]. У романі «Сума всіх страхів» (1991) згадується USS Maine (SSBN-741)[32].
- Вигаданий USS Montana з'являється у фільмі «Безодня» (1989)[33].
- USS Alabama є місцем дії фільму про підводний човен «Багряний приплив» (1995)[34].
- Вигаданий підводний човен з балістичними ракетами USS Colorado (SSBN-753) є головним місцем дії серіалу телеканалу ABC «Остання надія»[35].
- USS Wyoming фігурує в 1 сезоні, 13 епізоді американського телесеріалу «Відважні»[36].